# باشگاه فوتبال پورتمور یونایتد
باشگاه فوتبال پورتمور یونایتد یک تیم فوتبال حرفه‌ای جامائیکایی در لیگ برتر جامائیکا است. پورتمور یونایتد با ۷ عنوان لیگ برتر جامائیکا، ۵ جام حذفی و ۲ قهرمانی باشگاهی کارائیب، پرافتخارترین باشگاه در فوتبال جامائیکا است.